# Yaoi
Yaoi (やおい?) är en manga- och anime-genre med homoerotiska serier med män i huvudrollerna. Genren är besläktad med shōnen-ai, men är äldre och mer sexuellt explicit. Yaoi skapas och läses främst av kvinnor, och genren sägs vara en korsning mellan två tabun i Japan — kvinnlig sexuell frigörelse och homosexualitet. Den har spridits utanför Japans gränser och blivit vanligt förekommande i väst. I Japan används dock termen "Boys' Love" (BL) nuförtiden då "yaoi" anses förlegat. Yaoi ges ofta ut som seriefanzin eller manga skapat av fans (dōjinshi på japanska). 

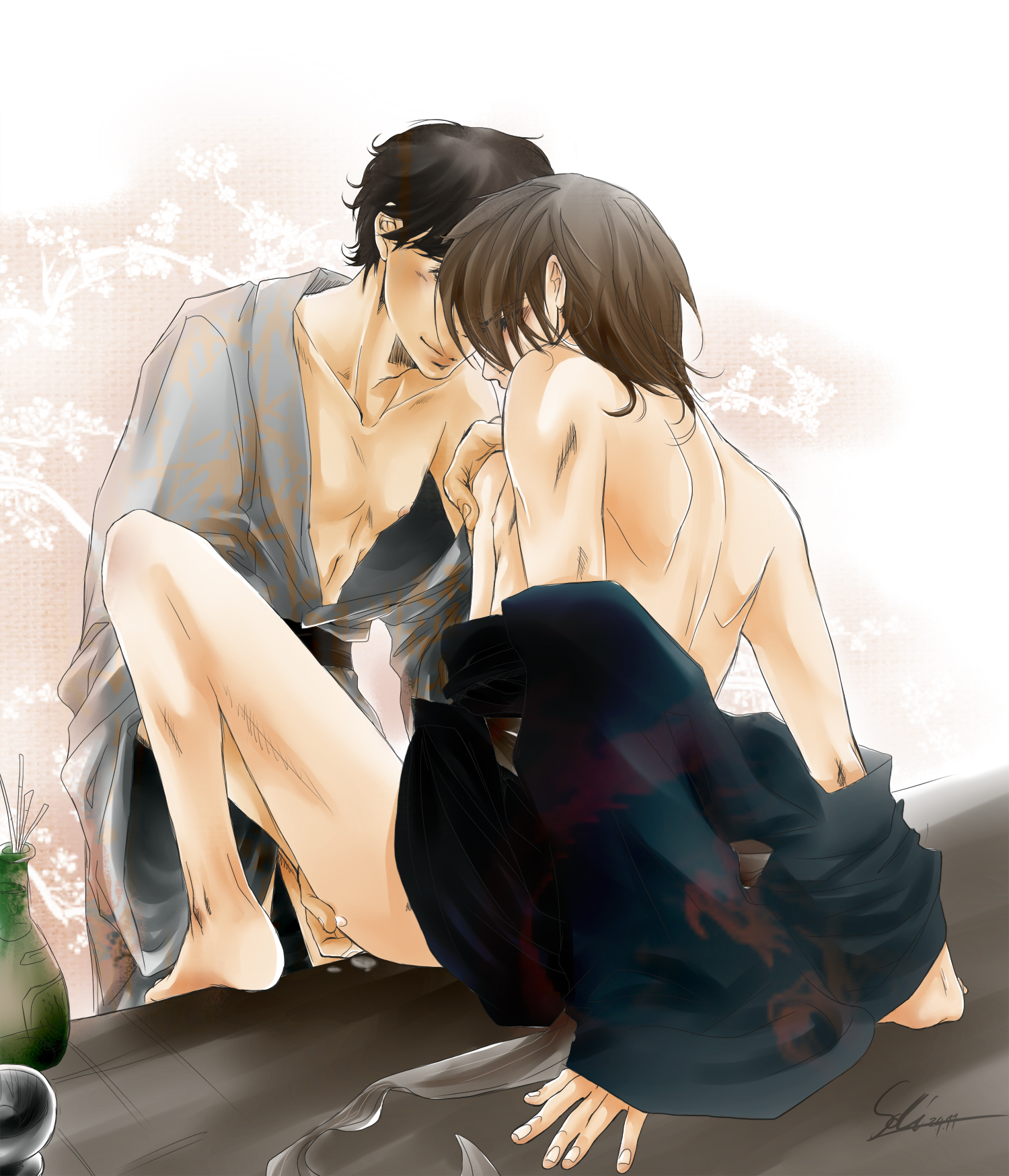
Exempel på en yaoi-illustration.

En delvis liknande japansk genre är "bara" (薔薇?  bokstavligen "ros"), som även den består av konst och media som fokuserar på förhållanden mellan män, men med skillnaden att målgruppen inte är kvinnor, utan just män. Det har föreslagits att den här begreppsskillnaden inte är lika självklar i västvärlden.

## Etymologi
Ordet yaoi sägs vara en förkortning av yama nashi, ochi nashi, imi nashi (山無し、落ち無し、意味無し). Betydelsen är ”ingen kulmen, ingen poäng, ingen mening” och är den japanska motsvarigheten till PWP (”plot? what plot?”). Skämtsamt kan yaoi även utläsas som Yamete! Oshiri ga itai! (Sluta! Det gör ont i min stjärt!) vilket är en anspelning på de homosexuella inslagen.

## Beskrivning
I yaoi finns det ofta en seme (givare) och en uke (mottagare) vilket syftar på vem som är den dominanta respektive den undergivna i förhållandet. Dessa termer kommer ursprungligen från kampsporten kendo där man talade om den som attackerade och den som tog emot attacken.
Semen tenderar att vara mer aggressiv och större i kroppsbyggnad än uken som är smalare och har mindre kroppsbyggnad, och det är också ofta semen som försöker fånga uken i ett förhållande. Detta är den klassiska modellen i yaoi-manga och -anime, men även om dessa attribut är de vanligaste finns det också yaoi som experimenterar med omvända kroppsbyggnader, yngre semes än ukes och där en karaktär kan både vara seme och uke. (Uke och seme är även uttryck som numera används i vardagsspråk då man "politiskt korrekt" vill definiera vem som är "mannen" respektive "kvinnan" i ett homosexuellt förhållande.)
Yaoi-berättelser kan vara allt från historiska till nutida, fantasy till verklighetstrogna och variera i längd och innehåll. Ofta är de, som redan nämnt ovan, mycket fokuserade på själva sexakten, men det finns också yaoi-berättelser som fokuserar på att utveckla karaktärerna och deras förhållanden. Det finns allt från väldigt romantisk yaoi till hårdare BDSM-yaoi, allt beroende på vad man är ute efter.